# Villa Baszta

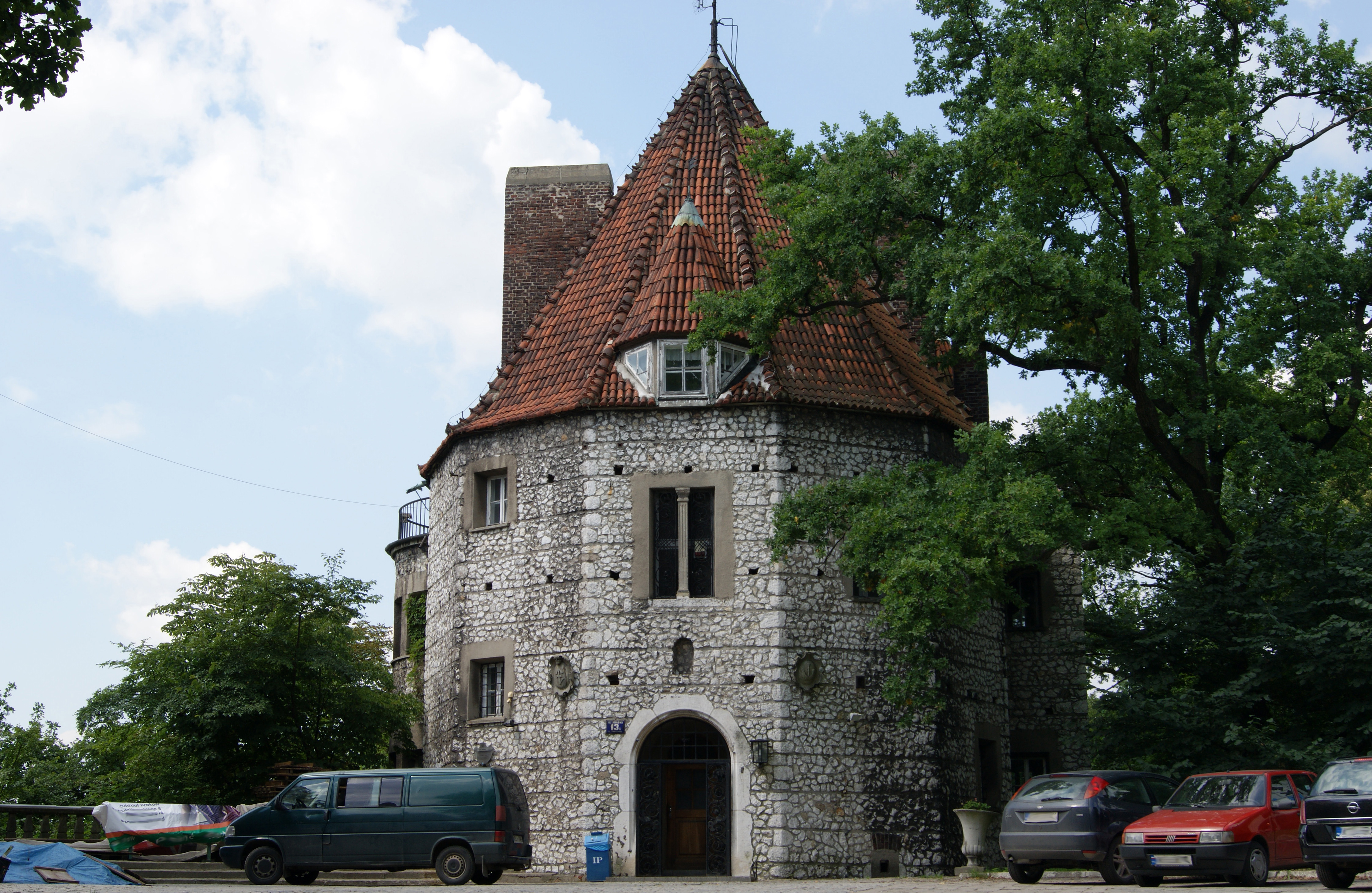
Vue depuis la rue Jodłowa

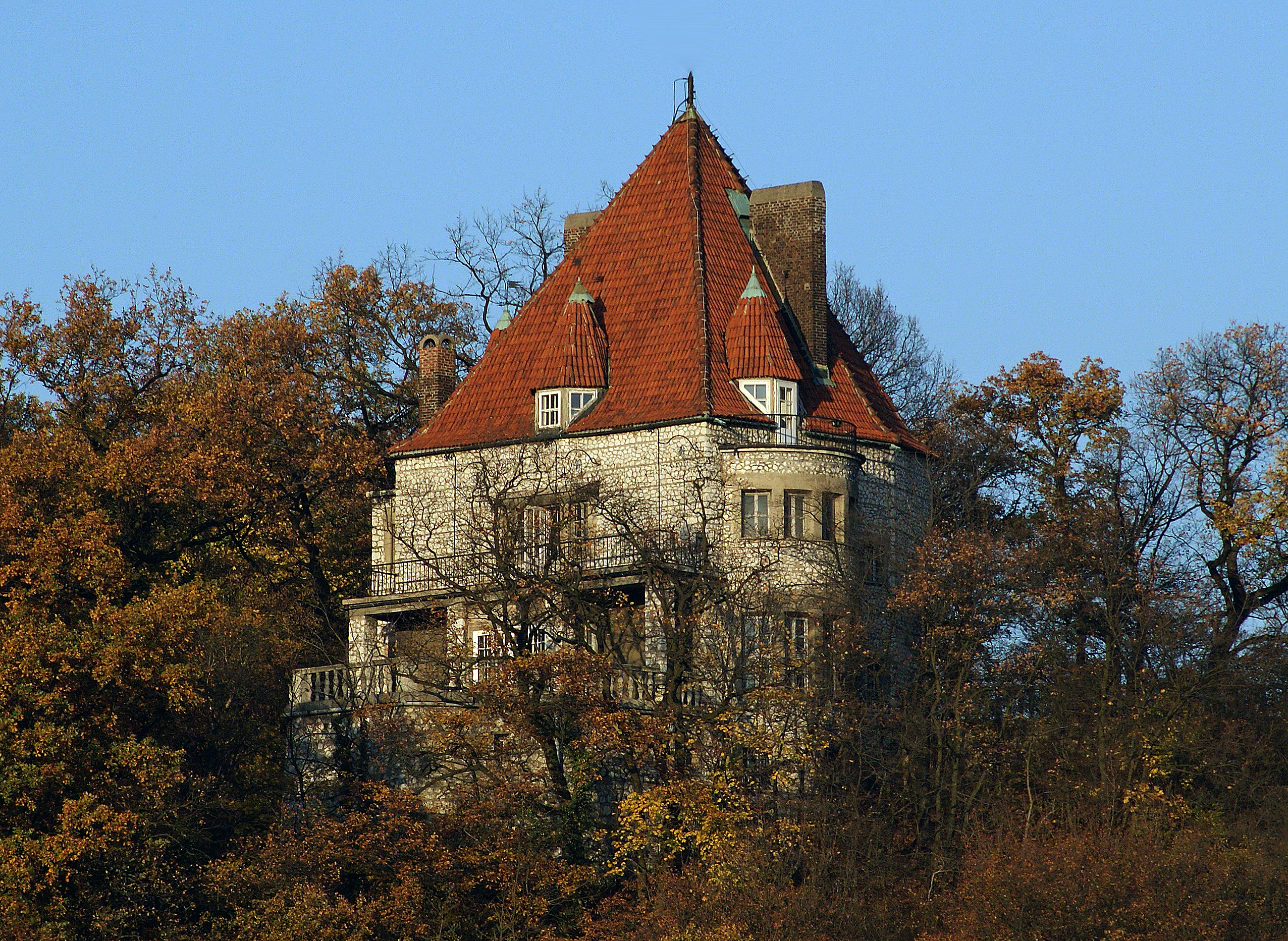
Vue depuis la vallée de la Vistule

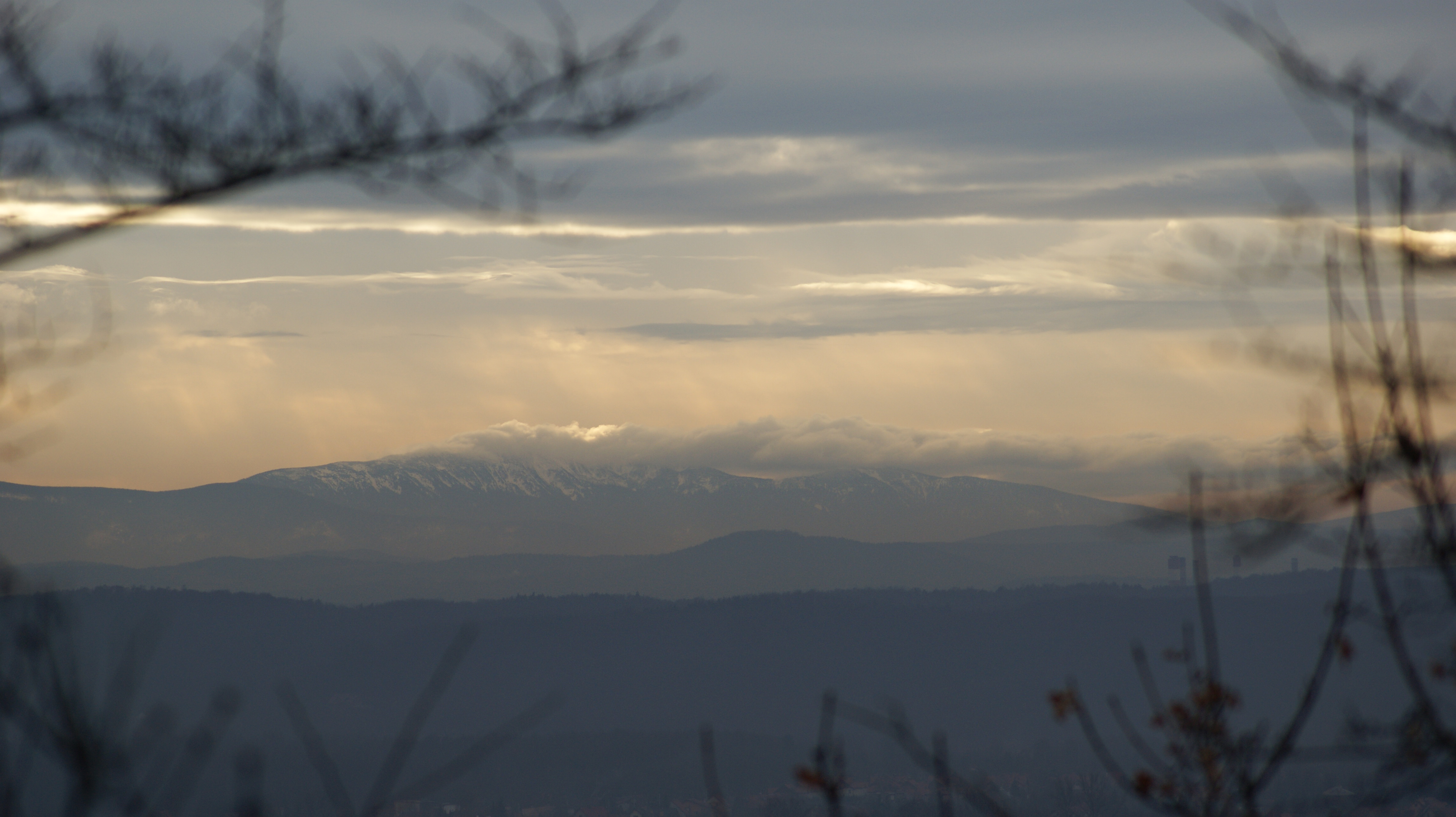
Babia Góra depuis la villa

La Villa Baszta (en polonais Willa Baszta) est une villa historiciste située à Cracovie en Pologne, dans la forêt de Wolski.

## Histoire
La villa a été construite pour lui-même sous la forme d'une rotonde médiévale par Adolf Szyszko-Bohusz (en) entre 1919 et 1928. Il acheta le terrain pour la construction, un rocher boisé, au monastère camaldule. La villa a été confisquée par les occupants allemands en 1940 et Otto Wächter a emménagé dans la villa. Le château de Wartenberg a été construit sur la villa de 1942 à 1943. Le bâtiment est actuellement utilisé par l'université Jagellonne de Cracovie.

## Emplacement
La vue de la villa au sud s'étend jusqu'aux Tatras et au massif de Babia Góra.
La réserve naturelle Skałki Przegorzalskie est située en dessous de la villa. La maison d'hôtes de l'université Jagellonne est située au-dessus de la villa.

## Référence
- Encyclopédie de Cracovie par Antoni Henryk Stachowski, PWN 2000,  (ISBN 83-01-13325-2)